# Черемшанка (Республика Алтай)
Черемша́нка — посёлок в Майминском муниципальном районе Республики Алтай России, входит в состав Соузгинского сельского поселения.

## География
Посёлок расположен на берегу реки Катунь, на расстоянии 22 км к юго-западу от села Майма, административного центра района.

## Население
| 2008 | 2009 | 2010 | 2011 | 2012 | 2013 | 2014 |
| ---- | ---- | ---- | ---- | ---- | ---- | ---- |
| 68   | ↘65  | ↗69  | →69  | →69  | ↘68  | ↗92  |
| 2015 | 2016 |      |      |      |      |      |
| →92  | ↗96  |      |      |      |      |      |

## Улицы
| - пер. Береговой, - ул. Берёзовая, - пер. Дворовый, - ул. Дорожная, | - ул. Кольцевая, - ул. Садовая, - ул. Северная, - ул. Южная. |